# Gau Saxe

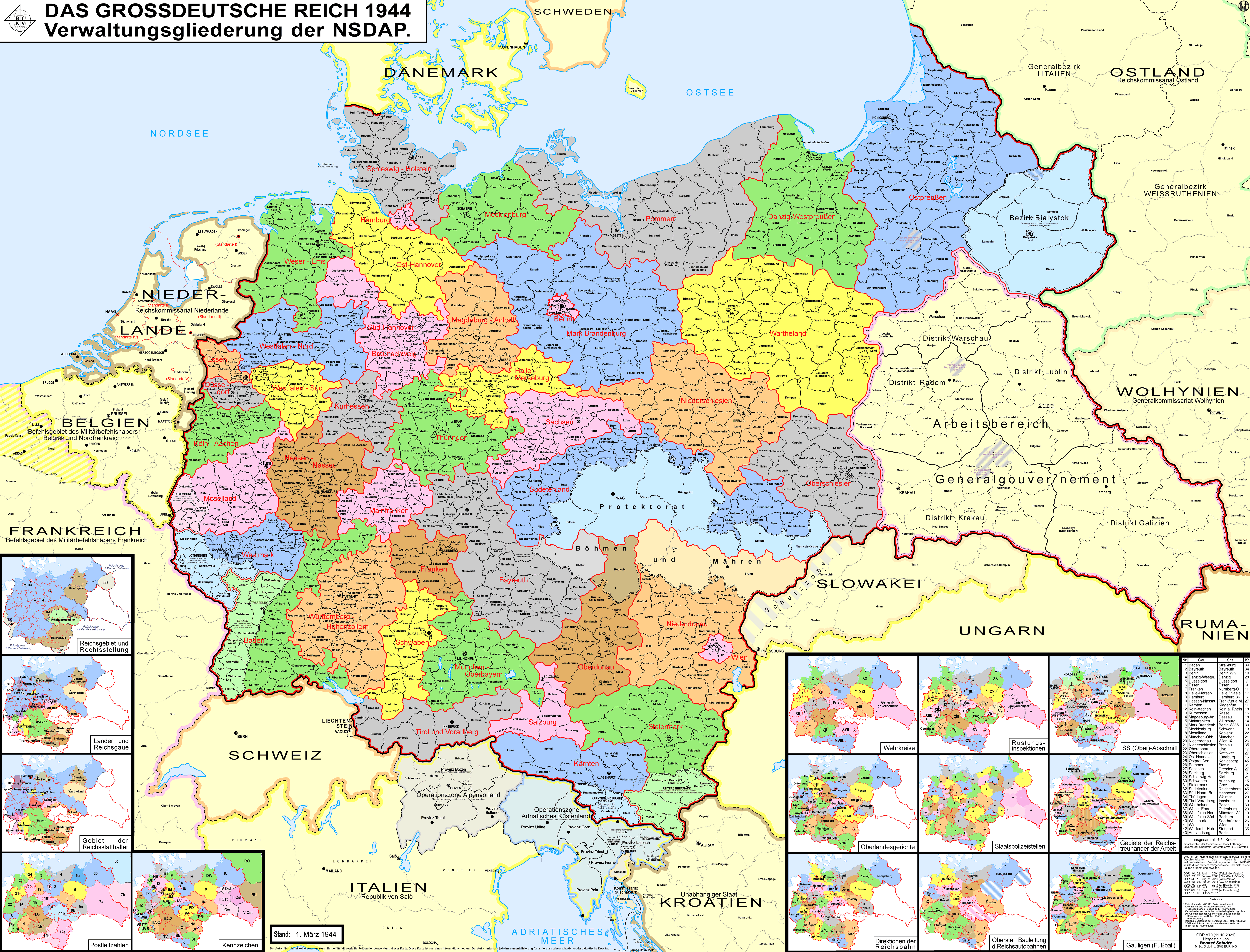
Gaue du Reich allemand en 1944

Le Gau Saxe est une unité administrative du NSDAP sous un Gauleiter. 

## Développement et structure
Le premier chef régional du NSDAP en Saxe est Fritz Tittmann de 1921 à 1923. En 1925, il y a aussi un Gau Saxe-Orientale séparé dans la région de Dresde sous Anton Goß jusqu'à sa déposition le 31 janvier 1926 Il est possible que Martin Mutschmann a toujours été Gauleiter depuis 1925 (26 février 1925-8 mai 1945), avec son adjoint Karl Fritsch (1928-1937? ). L'élévation officielle au "Gau" a lieu en juillet 1926. 
Le 5 mai 1933 Mutschmann devient gouverneur du Reich dans l'État libre de Saxe, tandis que son rival du parti Manfred von Killinger est ministre-président de Saxe jusqu'au putsch de Röhm en 1934. En février 1935, Mutschmann reprend également ce poste. Le Gau compte 5 231 739 habitants (1941) et environ 235 000 membres du parti dans 27 districts, la capitale de Gau est Plauen avant 1933, puis Dresde dans le bâtiment Bürgerwiese 24,, où selon les plans de l'urbaniste Paul Wolf, un immense Gauforum doit être élargi. Le projet est arrêté lorsque la guerre a éclaté. La première exposition d'art dégénéré a lieu ici en 1933. En octobre 1936, Mutschmann fonde la Heimatwerk Sachsen sous la présidence d'honneur de Friedrich Emil Krauss, qui est dirigé par l'homme politique culturel nazi Arthur Graefe en tant que directeur général et dans lequel Max Günther joue un rôle de premier plan, en particulier sur les arts et l' artisanat et l'art populaire des Monts Métallifères. 
Mutschmann est encore commissaire à la défense du Reich en 1939 et est donc en grande partie responsable de la mise en œuvre du programme d'euthanasie T4 en Saxe au centre de mise à mort de Pirna-Sonnenstein. Il dirige également le Volkssturm dans le Gau, où il envoie des milliers de garçons au front. Après les raids aériens sur Dresde en février 1945, le bureau du Gauleiter déménage au poste de commandement provisoire de Lockwitzgrund près de Dresde. En mars 1945, un nouveau adoint lui est affecté, l'ancien dirigeant de Gauredner et Saxon SA, Korvettenkäpitän Werner Vogelsang . 
En 1931, l'ancien combattant Arthur Schumann est à la tête du chef de la propagande de Gau, Erich Kunz est responsable du bureau de la politique locale de 1930 à 1939, puis Kurt Gruber, chef du bureau des fonctionnaires jusqu'en 1943, Paul Schaaf, chef du bureau de la politique raciale de l'ophtalmologiste racial Hermann Vellguth, et Ernst Wettengel est le chef du bureau du district (en même temps chef du district NSDAP à Leipzig). Le chef de l'association des enseignants nazis Arthur Hugo Göpfert est Gauamtsleiter au Bureau de l'éducation et en 1935 reprend la direction du ministère saxon de la Culture. Le conseiller économique de Gau est le producteur et le ministre saxon de l'économie et du bien-être social George Lenk, qui en 1941 est tombé en disgrâce, consultant agricole du chef paysan du pays Helmut Körner. Les écoles de Gaufführer existent au pavillon de chasse d'Augustusburg, à Hammerleubsdorf et au château de Friedrichsburg à Heidenau- Großsedlitz

## Documents
- Lettre du chef du district de Leipzig au Gauleiter, 15. Mars 1938, sur les mesures contre les juifs